# Eocalypogeia quelpartensis
Eocalypogeia quelpartensis là một loài rêu tản trong họ Calypogeiaceae. Loài này được (S. Hatt. & Inoue) R.M. Schust. miêu tả khoa học lần đầu tiên năm 1995.